# El Paraiso Open
O El Paraiso Open foi uma competição masculina de golfe no circuito europeu da PGA em 1974. Foi disputada no El Paraiso Golf Club, Marbella, Espanha e foi vencida pelo inglês Peter Oosterhuis em um playoff contra o espanhol Manuel Ballesteros. Ambos havia terminado empatado com 212 (–4) pontos.

## Campeão
| Ano  | Campeão          | País       | Pontuação | Par | Margem de vitória | Vice-campeão       |
| ---- | ---------------- | ---------- | --------- | --- | ----------------- | ------------------ |
| 1974 | Peter Oosterhuis | Inglaterra | 212       | −4  | Playoff           | Manuel Ballesteros |